# 高松クレーター

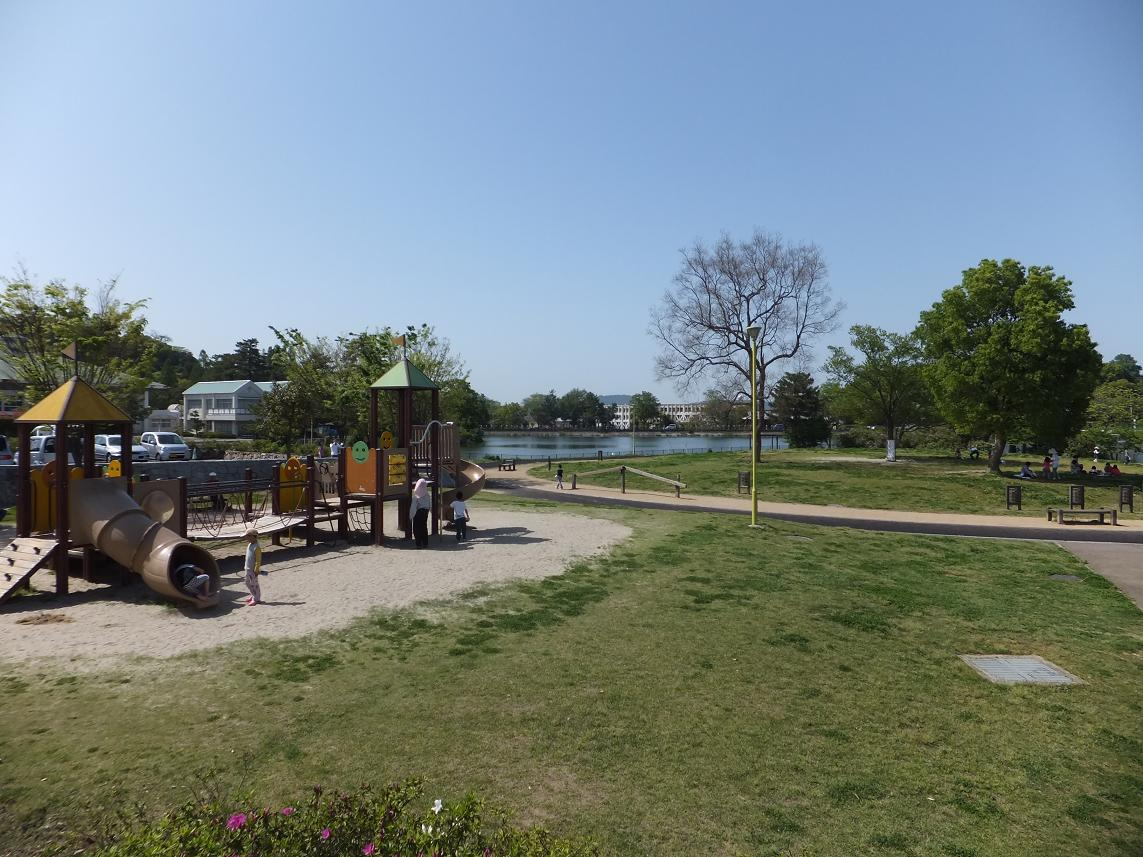
高松クレーターとされる場所にある仏生山公園

高松クレーター（たかまつクレーター）とは、高松市にあるクレーター状の地下構造。

## 概要
重力異常によって高松市内の地下にクレーター状の地下構造が存在する事が判明した。それによりこの地下構造は高松クレーターと呼称される。
調査の結果、衝撃石英が発見された事もあり、隕石のような小天体の衝突を成因とする仮説が裏付けられたかにみえたものの、実際には古代の噴火口の跡との説が有力である。1990年代初頭に渇水の時期があり、豊富な地下水が期待されていたが、調査の結果は芳しくなかった。